# The White Stripes (album)
The White Stripes je první studiové album amerického dua The White Stripes. Vydáno bylo v červnu 1999 společností Sympathy for the Record Industry a spolu s Jackem Whitem, zpěvákem skupiny, jej produkoval Jim Diamond. Obsahuje jak autorské písně převážně z pera Jacka Whitea, tak i coververze například od Boba Dylana a Roberta Johnsona a tradicionál „St. James Infirmary Blues“.

## Seznam skladeb
1. Jimmy the Exploder – 2:29
2. Stop Breaking Down – 2:20
3. The Big Three Killed My Baby – 2:29
4. Suzy Lee – 3:21
5. Sugar Never Tasted So Good – 2:54
6. Wasting My Time – 2:13
7. Cannon – 2:30
8. Astro – 2:42
9. Broken Bricks – 1:51
10. When I Hear My Name – 1:54
11. Do – 3:05
12. Screwdriver – 3:14
13. One More Cup of Coffee – 3:13
14. Little People – 2:22
15. Slicker Drips – 1:30
16. St. James Infirmary Blues – 2:24
17. I Fought Piranhas – 3:07

## Obsazení
- Jack White – zpěv, kytara, klavír
- Meg White – bicí
- Johnny Walker – slide kytara